# Полікарпій І Єрусалимський
Полікарпій - патріарх Єрусалимський у 1808-1827 рр..

## Життєпис
До того, як стати патріархом, Полікарп був митрополитом Вифлеємським.
Єрусалимський патріарх Анфім помер 22 листопада 1808 року, і того ж дня в Константинополі за участю Священного Синоду Вселенського Патріархату та представників Єрусалимського Патріархату його наступником був обраний Полікарп. Протягом усього свого Патріархату Полікарп жив, за тогочасним звичаєм, у Константинополі і звідти керував Єрусалимською церквою.
У 1809 і 1810 роках у Воскресенській церкві велися масштабні будівельні роботи, після великих руйнувань, завданих пожежею 1808 року. Ці роботи, захоплення правителем дунайської гегемонії Александром Кузою нерухомості, яка була присвячена Гробу Господньому, безгосподарність, а також переслідування православних османами після початку Грецької революції 1821 р. до повної фінансової катастрофи.
Помер Полікарп 15 січня 1827 року в Константинополі. Борг Єрусалимського патріархату на момент його смерті становив 15 000 000 грошенів.

## Виноски та посилання

### Виноски
1. ↑  Στο καθολικό υπάρχει η επιγραφή ««Οι αναστήσαντές με το γένος των Ρωμαίων… ανέστησαν εκ του πτώματος εις ό βλέπετέ με κάλλος επί της πατριαρχείας κ.κ. Πολυκάρπου αωι΄ κατά μήνα Αύγουστον» και πάνω από την πύλη του κουβουκλίου «Ανωκοδομήθη το Κουβούκλιο του Παναγίου Τάφου, όλον εκ θεμελίου δι’ ελέους των ορθοδόξων Ρωμαίων επί της πατριαρχείας κ.κ. Πολυκάρπου εν έτει αωι΄ κατά μήνα Μάρτιον»[2]